# ウブリケ
ウブリケ （Ubrique）は、スペイン・アンダルシア州カディス県のムニシピオ（基礎自治体）。

## 地理

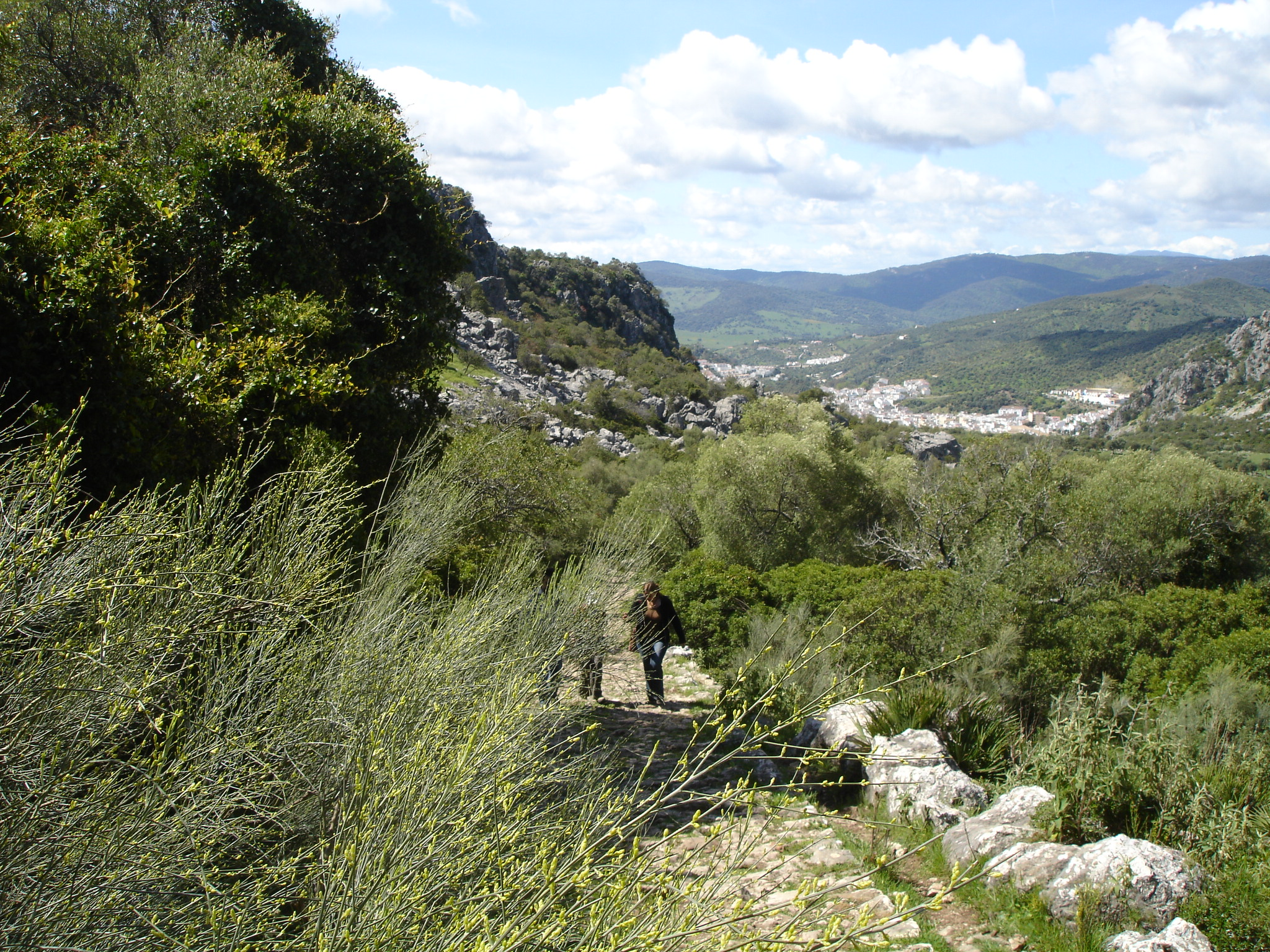
ウブリケの町を見下ろす位置にあるかつてのローマ街道

ルータ・デ・ロス・プエブロス・ブランコス（es、白い村々の街道）に含まれる自治体の一つである。自治体内をウブリケ川が流れ、両岸に町並みが広がっている。
近郊には、ローマ時代の都市遺跡オクリ（es）がある。またアラブ時代には近郊にカルデラ要塞が建てられた。これは現在はファティマ城と呼ばれている。
1485年に町はアルコス公ロドリーゴ・ポンセ・デ・レオンに征服され、1490年からアルコス公爵領となった。
アラブ支配時代からの伝統で皮なめしが行われており、18世紀には既に複数の工場があった。現在もヨーロッパでウブリケの皮革製品が認知されている。